# Västerbottens museum
Västerbottens museum på Gammliaområdet i Umeå i det nordlige Sverige er et länsmuseum med ansvar for Västerbottens läns kulturhistorie. Til virksomheden hører også Gammlia friluftsmuseum, Svenska skidmuseet og Fiske- och Sjöfartsmuseet. Folkrörelsearkivet i Västerbottens län og Bildmuseet bor til leje i museets lokaler.
Museets virksomhed foregår i det store hele i Västerbottens län i form af "Alle tiders... (fulgt af en kommunes navn)", "Museumspædagogik i landdistrikter", "Spor af 10.000 år", "Seværdigheder i Västerbottens län" og en omfattende virksomhed med projekter, hovedsagelig inden for det arkæologiske arbejdsområde.
Museet udgiver i samarbejde med Västerbottens läns hjemstavnsforeninger kvartalstidsskriftet Västerbotten.
Museets logo er bronzelænke fra en flere tusind år gammel samisk grav i Vargviken ved Vindelälven.

## Historie
Museet har sin oprindelse i Westerbottens läns Fornminnesförening, som blev oprettet i 1882, ved at en forsamling i 1886 besluttede, at foreningen skulle deles i to afdelinger: en nordlig i Skellefteå og en sydlig i Umeå, og at der: ”som opbevaringsrum for oldtidsminder indrettes et museum i Umeå”. I begyndelsen holdt museet til i den Ullbergska ejendom i det nuværende Thor-kvarter ved Storgatan. Hele den sydlige afdelings samling gik tabt i Umeå stadsbrand.
I 1901 flyttede virksomheden ind i det nybyggede läroverket. På grund af samlingens vækst flyttede museet i 1911 til den store magasinsbygning ved byens havn. Allerede da arbejdede hembygdsföreningen – etableret i 1919 – for, at en museumsbygning skulle opføres på Gammliaområdet, og bygningen stod færdig i 1939.
Mellem 1921 og 1990 blev forskellige ældre bygninger flyttet fra Västerbottens län til området. Den oprindelige plan var at have en bondegård fra den nordlige del af länet og en fra den sydlige, men på grund af omkostningerne kombineredes en del af nord- og sydvestbotniske bygninger til en enkelt bondegård.
1928 indviedes et skimuseum i hopbakkens tårn i friluftssportanlægget Fiskartorpet på Norra Djurgården i Stockholm. I 1963 blev museets samlinger flyttet till Svenska skidmuseet i Umeå.
1943 blev Västerbottens museums hovedbygning opført, tegnet af Bengt Romare.
Museet er udvidet flere gange, blandt andet med Fiske- och Sjöfartsmuseet, som opførtes i 1976 i tilknytning til gruppen af gårde i området. En af de største udvidelser indebar, at Bildmuseet kunne flytte ind i 1981. I løbet af 2012 flyttede Bildmuseet fra Umeå Universitet til en ny bygning på Konstnärligt campus, og Västerbottens museum kunne dermed udvide i de oprindelige lokaler. Det gav plads til det nye center for dokumentarfotografi, som blev indviet i 2014.